# Лараш
Лара́ш (также Эль-Ара́иш; араб. العرائش‎) — портовый город в Марокко.

## География
Лараш расположен на крайнем северо-западе Марокко, на побережье Атлантического океана, на левом берегу реки Лукос. Административно он входит в область Танжер-Тетуан и является центром одноимённой провинции. Численность его населения в 2012 году составила 121.257 человек. Важный океанский порт, через который идёт торговля с приграничной Испанией. Рядом с Ларашем проходит автомагистраль А5, соединяющая Рабат и порт Танжер-Мед.

## История
В 4 километрах к северо-востоку от Лараша в древности находилось финикийское (а затем — карфагенское и римское) поселение Ликсус. В I веке н. э. эта территория вошла в состав Римской республики. Нынешний Лараш был основан в VII веке пришедшими из Аравии мусульманскими завоевателями.
В 1471 году город подвергся нападению португальцев, после чего в XVI веке марокканский султан Мохаммед аш-Шейх строит здесь мощную крепость, а также реконструирует местную гавань, ставшую к концу XV века крупнейшим марокканским портом. В 1491 в городе при Моула-эн-Насере строится касба, превратившаяся со временем в опорный пункт берберских пиратов.
В 1610 году султан Мохаммед эш-Шейх аль-Мамун передал город королю Испании Фелипе III в обмен на помощь Испанской монархии против своего брата Мулая Зидана Абу Маали. В 1689 году султан Моула-Исмаил, развязавший военные действия против Испании, сумел осадить город, а затем ценой потерь около 10.000 своих солдат и около 400 испанцев, принудить его к сдаче.
В 1765 году против ларашских пиратов Францией была предпринята морская Ларашская экспедиция, окончившаяся неудачей. В 1829 году после захвата австрийской торговой бригантины «Велоче» город бомбардировали австрийские военные корабли, корветы «Каролина», «Адрия», бриг «Венето» и шхуна «Энрикетта». В 1909 году город был занят Испанией и находился в составе Испанского Марокко вплоть до 1957 года, когда Марокко получило независимость.
В Лараше, делящемся на старый, мусульманский, и новый, «колониальный» город, сохранились памятники исламской и андалузской архитектуры.